# Dan Simmons
Dan Simmons (Peoria, 4 de abril de 1948) é um escritor norte-americano.
Escrevendo histórias de horror, ficção científica e fantasia, é mais conhecido pela saga Hyperion, ganhador do Hugo e do Locus Award e sua sequência The Fall of Hyperion. Outros romances nesta série são Endymion e The Rise of Endymion. 
Também é autor de thrillers de mistério e suspense, cujo protagonista recorrente é Joe Kurtz. Seu livro Song of Kali (1985) ganhou o World Fantasy Award do ano seguinte.

## Biografia
Simmons nasceu em Peoria, Illinois, em 1948. Cresceu em várias cidades da região Centro-Oeste dos Estados Unidos, que serviram de cenários para alguns de seus livros, como Elm Haven (1991. Em 1970, se formou em Língua Inglesa pelo Wabash College, com ênfase em ficção, artes e jornalismo. No ano seguinte, pela Universidade Washington em St. Louis, obteve um mestrado em educação e trabalhou por 18 anos em escolas de ensino básico. Lecionou por 2 anos no Missouri, dois anos em Buffalo, Nova Iorque e mais 14 anos como professor da 6ª série no Colorado.
Escrevendo contos em seu tempo livre, sua carreira literária só deslanchou em 1982, quando, por meio do escritor Harlan Ellison, seu conto "The River Styx Runs Upstream" foi publicado pela Twilight Zone Magazine em um concurso literário. Ele então foi apresentado ao agente de Ellison, Richard Curtis, que passou a agenciá-lo. Seu primeiro livro, Song of Kali, foi publicado em 1985.
Simmons foi professor do ensino básico até 1989. Hoje ele mora no Colorado e se dedica apenas à literatura.

## Obras

### Hyperion Cantos
1. Hyperion (1989) - Hugo Award 1990, Locus Award 1990 (ficção científica)
2. The Fall of Hyperion (1990)
3. Endymion (1996)
4. The Rise of Endymion (1997)

### Ilium/Olympos
1. Ilium (2003) - Locus Award 2004
2. Olympos (2005)

### Joe Kurtz
1. Hardcase (2001)
2. Hard Freeze (2002)
3. Hard as Nails (2003)

### Outras obras
- Song of Kali (1985) - World Fantasy Award 1986
- Carrion Comfort (1989) - Bram Stoker Award 1989
- Phases of Gravity (1989)
- Entropy's Bed at Midnight (1990)
- Prayers to Broken Stones (1990, coletânea de contos)
- Summer of Night (1991)
- Summer Sketches (1992, coletânea de contos)
- Children of the Night (1992) - Locus Award 1993 (terror)
- Lovedeath (1993, coletânea de contos)
- The Hollow Man (1992)
- Fires of Eden (1994)
- The Crook Factory (1999)
- Darwin's Blade (2000)
- A Winter Haunting (2002)
- Worlds Enough & Time (2002, coletânea de contos)
- The Terror (2007)